# نارون پاکوتاه
نارون پاکوتاه یا نارون سیبرایی (نام علمی: Ulmus pumila) نام یک گونه از سرده نارون است.

## نگارخانه

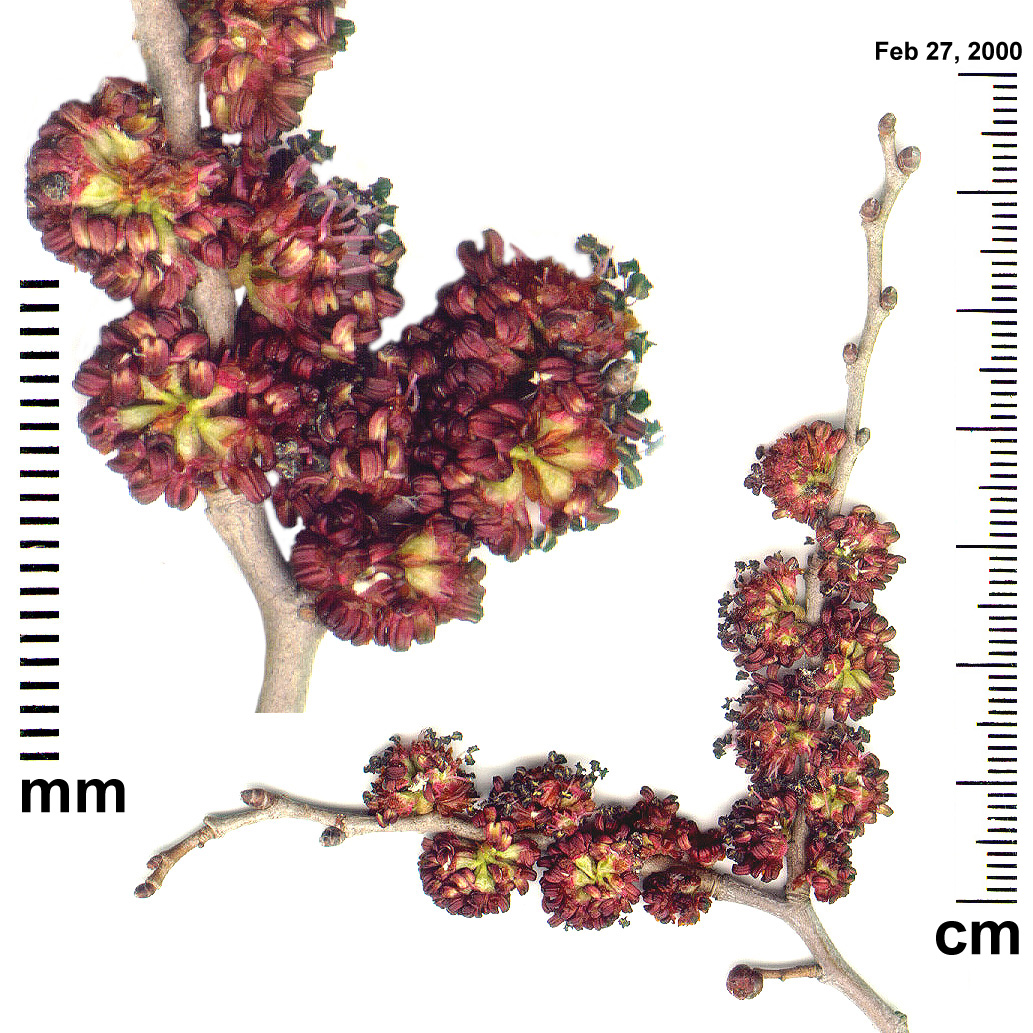
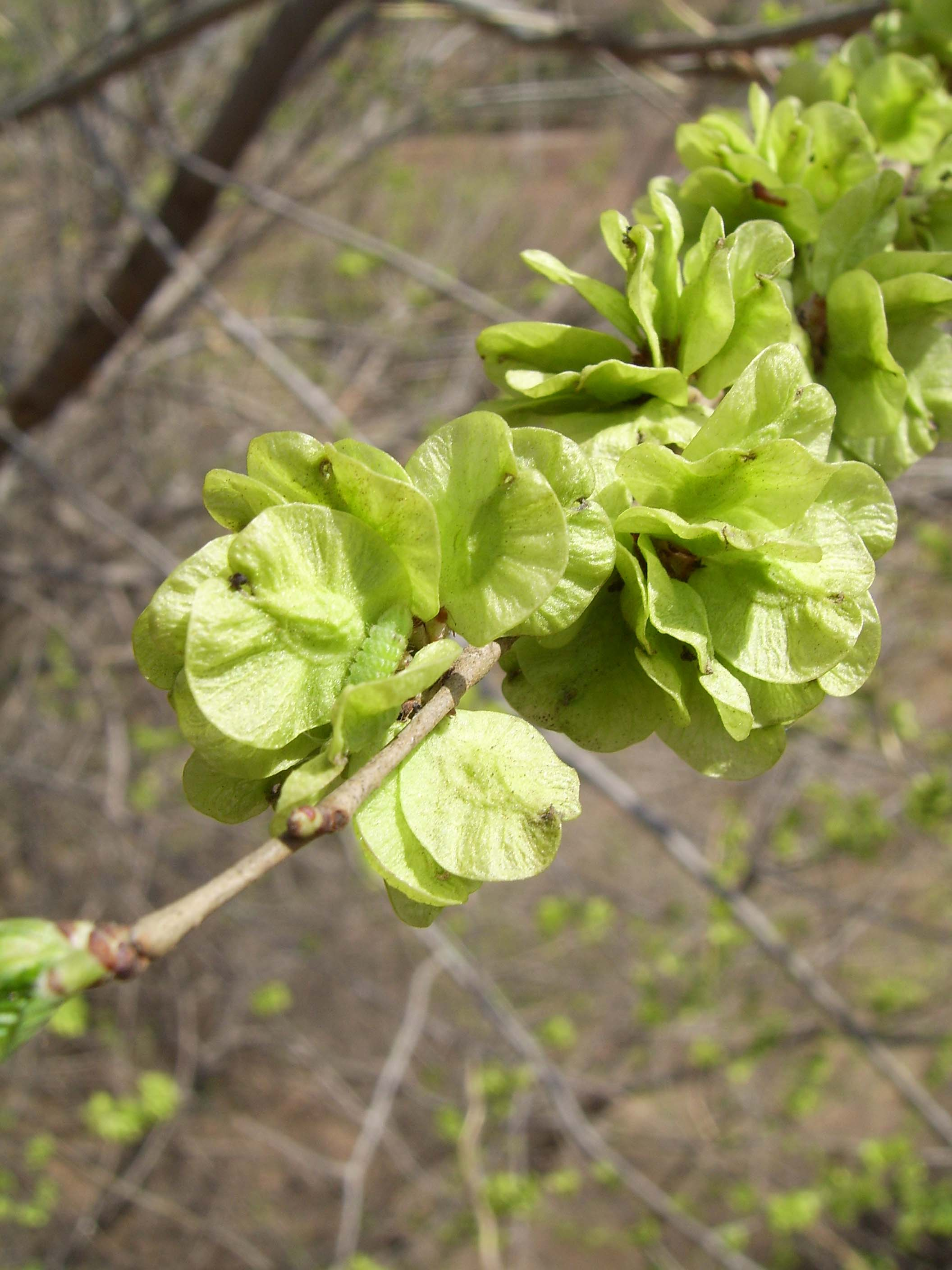
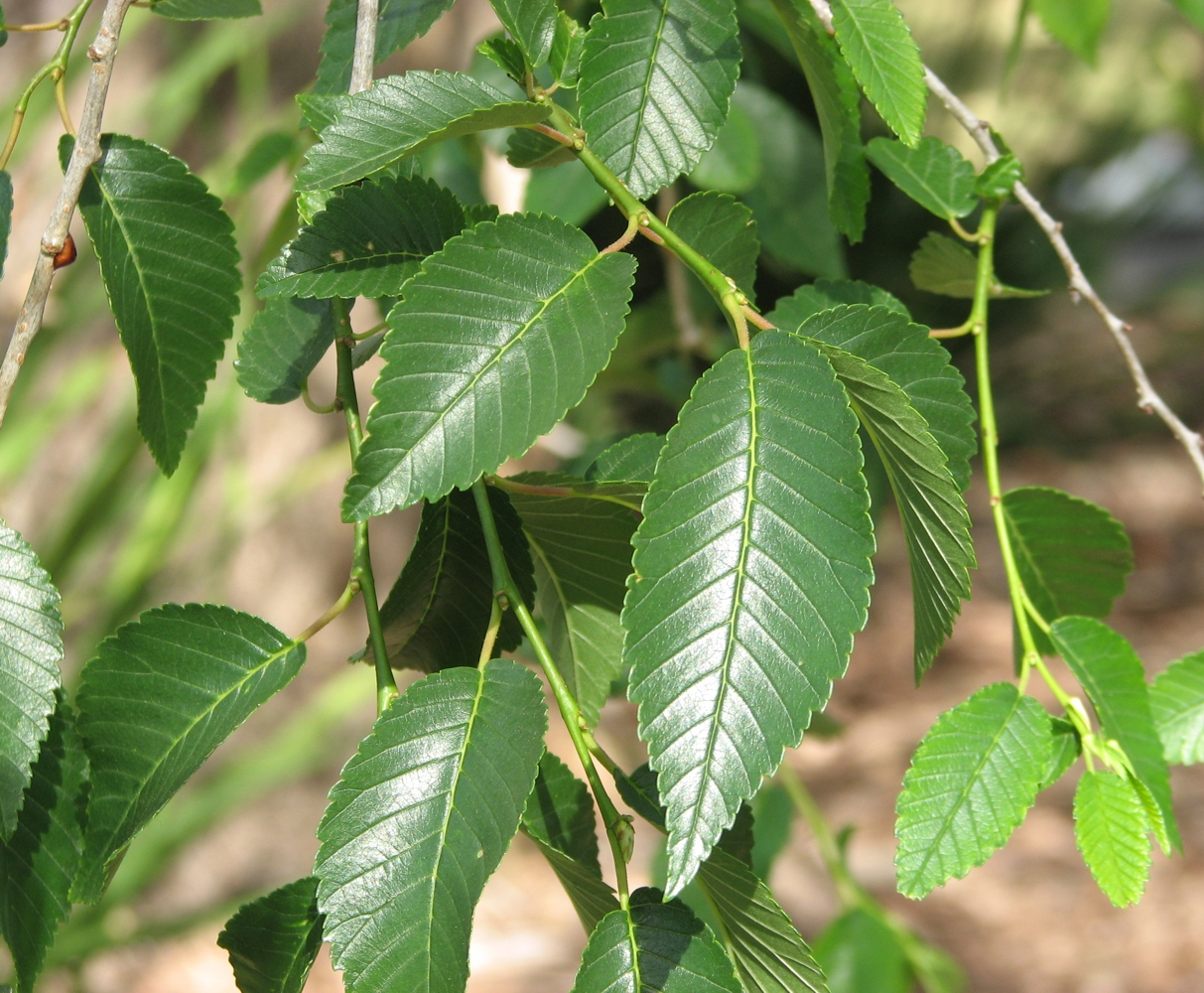
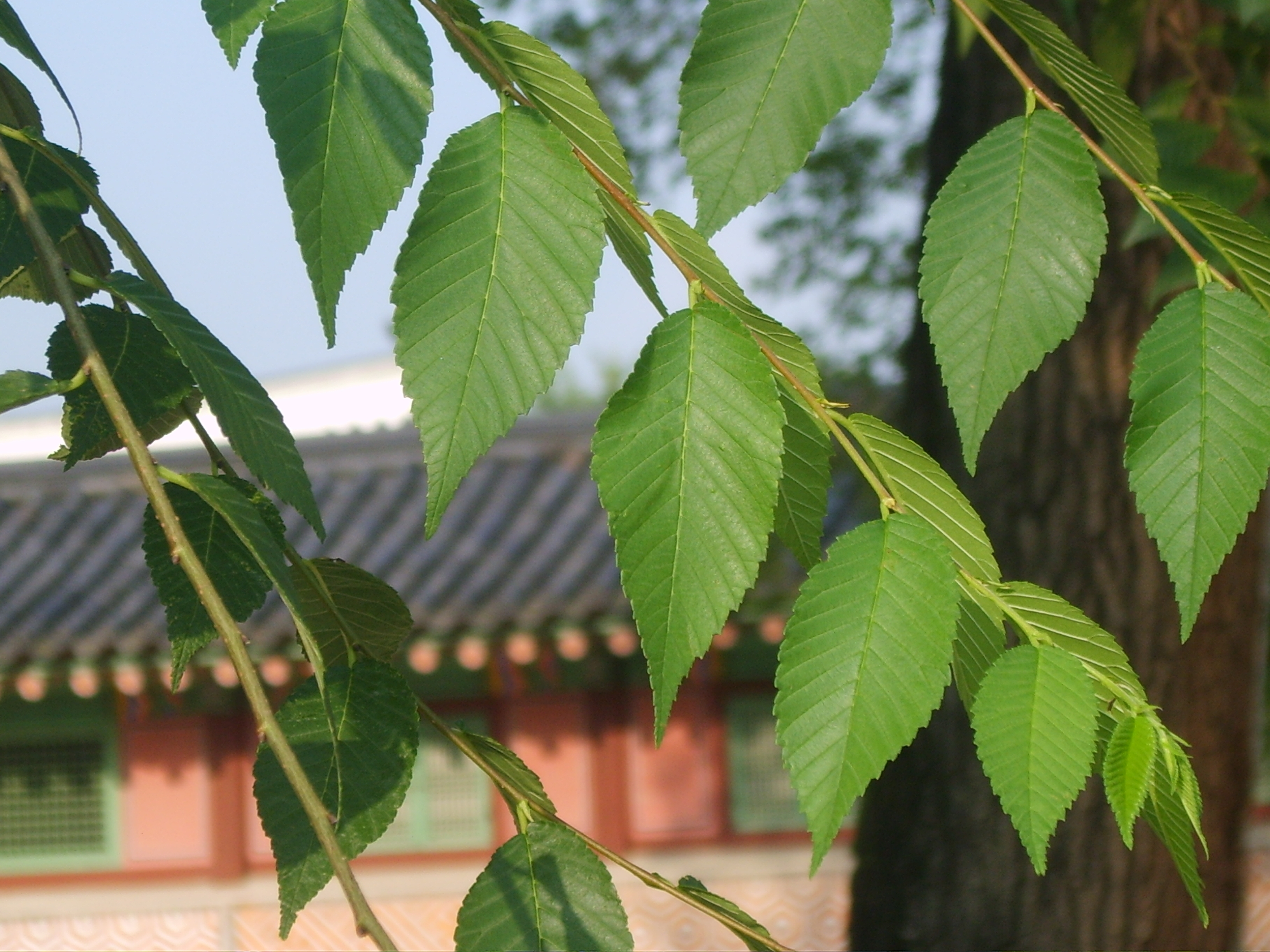
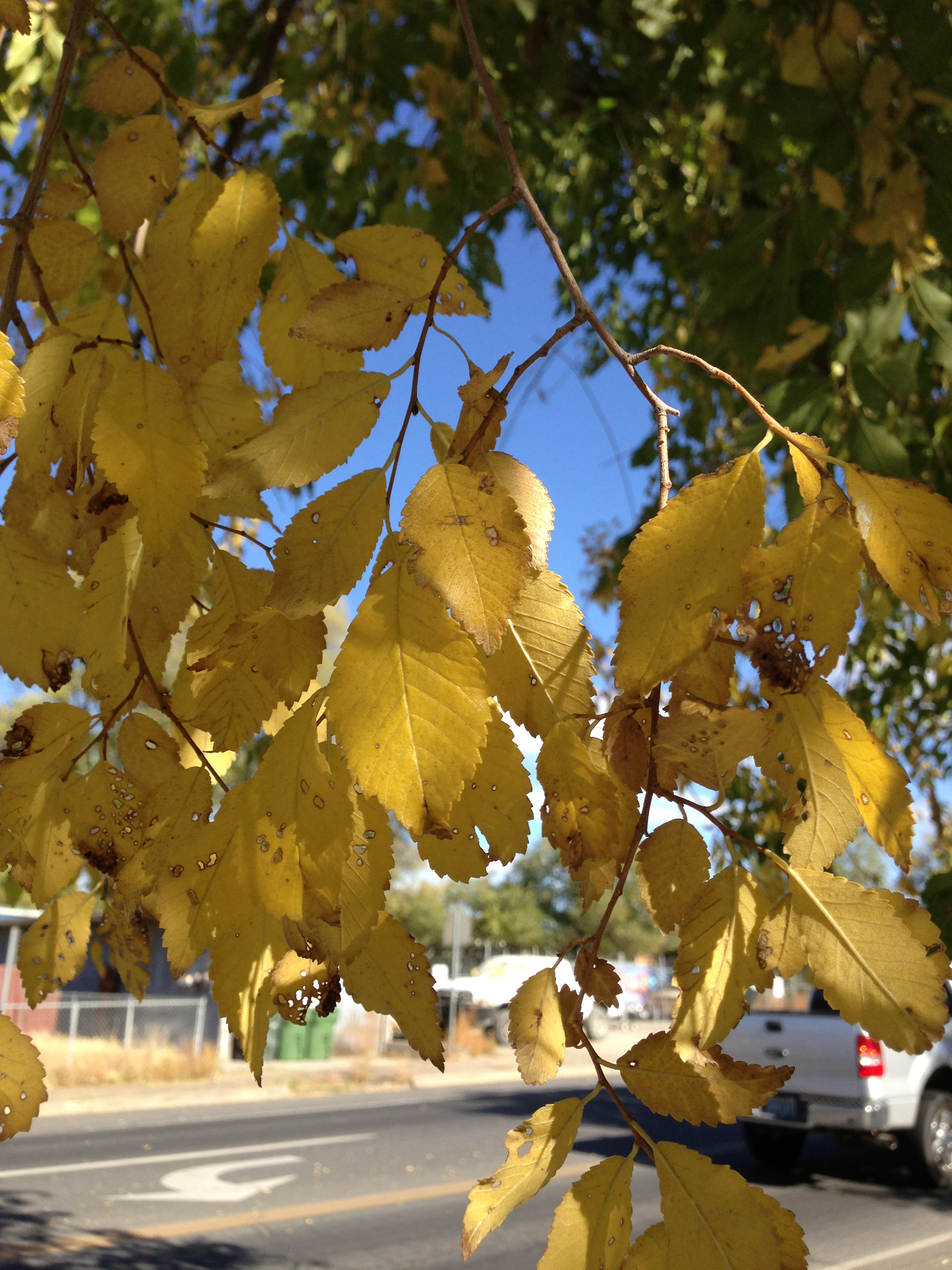